# Atlántida (departement)
Atlántida is een departement van Honduras, gelegen in het noorden van het land. De hoofdstad is de havenstad La Ceiba.
Het departement bestrijkt een oppervlakte van 4372 km² en werd in 1898 gevormd uit delen van de departementen Colón, Cortés en Yoro. In 1910 had het een bevolking van 11.370 mensen; in 2016 waren dat er 457.031. De afgelopen decennia werd het toerisme het belangrijkste legale economische middel.

## Gemeenten
Atlántida is ingedeeld in acht gemeenten:
- Arizona
- El Porvenir
- Esparta
- Jutiapa
- La Ceiba
- La Masica
- San Francisco
- Tela

Atlántida · Choluteca · Colón · Comayagua · Copán · Cortés · El Paraíso · Francisco Morazán · Gracias a Dios · Intibucá · Islas de la Bahía · La Paz · Lempira · Ocotepeque · Olancho · Santa Bárbara · Valle · Yoro